# Chusaris
Chusaris — рід еребід з підродини совок-п'ядунів, представники якого зустрічаються в Азії, зокрема у Малайзії.

## Систематика
У складі роду:
- Chusaris albipunctalis Rothschild, 1916
- Chusaris angulata Wileman, 1915
- Chusaris dinawa Bethune-Baker, 1908
- Chusaris figurata Moore, 1885
- Chusaris ideoides Hampson, 1891